# 山本惣治
山本 惣治（やまもと そうじ、1888年（明治21年）10月25日 - 1962年（昭和37年）4月21日）は、日本の実業家。

## 人物
新潟県高田市の生まれ。1911年（明治45年）東京外国語学校（現・東京外国語大学）卒業後、久保田鐵工所（現・クボタ）に就職する。1927年（昭和2年）に日産コンツェルンの戸畑鋳物に転勤し取締役及び戸畑工場長となる。 
1933年（昭和8年）日産自動車の創業者の一員となり、常務取締役に就任しダットサン等のブランドの車種を開発する。1937年（昭和12年）には同会社専務代表取締役となった。 
1939年（昭和14年）満州自動車製造理事長となり、満州重工業開発理事にも就任した。1943年（昭和18年）日本造船株式会社取締役社長や、1945年（昭和20年）10月には日産自動車社長及び日産自動車販売取締役社長となる。1948年（昭和23年）には富士自動車を創立、同会社取締役社長。1953年（昭和28年）には大日本機械工業取締役社長となった。